# Чемпіонат України з футболу серед жінок 2008: вища ліга
Чемпіонат України з футболу 2008 року серед жінок — 17-й чемпіонат України з футболу, який проводився серед жіночих колективів. Змагання відбувалися лише в одному дивізіоні. Турнір стартував 6 травня, а завершився 29 листопада 2008 року. Звання чемпіона України повернув собі харківський «Житлобуд-1», який завоював четвертий титул за останні шість сезонів.

## Учасники
У чемпіонаті 2008 року брали участь 10 команд. Після річної перерви до турніру повернулася одеська «Чорноморочка». Окрім неї склад учасників поповнила маріупольська «Іллічівка» та команда «Ятрань-Базис», яка представляла Уманський район. З учасників минулого сезону турнір залишив київський «Атекс».
| Клуб         | Місто                         |
| ------------ | ----------------------------- |
| Донеччанка   | Донецьк                       |
| Житлобуд-1   | Харків                        |
| Зоря-Спартак | Луганськ                      |
| Іллічівка    | Маріуполь                     |
| Легенда      | Чернігів                      |
| Нафтохімік   | Калуш                         |
| Родина-Ліцей | Костопіль, Рівненська область |
| Чорноморочка | Одеса                         |
| Южанка       | Херсон                        |
| Ятрань-Базис | Уманський район               |

## Перший етап
Перший етап турніру пройшов з 6 травня по 19 вересня 2008 року. За його результатами найкращі 5 команд продовжили виступи у фінальному етапі. Команда «Зоря-Спартак» (Луганськ) знялася з чемпіонату після 2-о туру, результати матчів за її участю були анульовані (1. Южанка-Майстер - Зоря-Спартак 9:0, матч до кінця не дограли, 2. Зоря-Спартак - Донеччанка 0:8).
| М  | Команда                        | І  | В  | Н | П  | РМ    | О  |
| -- | ------------------------------ | -- | -- | - | -- | ----- | -- |
| 1  | «Житлобуд-1» (Харків)*         | 16 | 15 | 0 | 1  | 56−4  | 45 |
| 2  | «Легенда» (Чернігів)*          | 16 | 12 | 1 | 3  | 55−11 | 37 |
| 3  | «Нафтохімік» (Калуш)*          | 16 | 9  | 3 | 4  | 29−20 | 30 |
| 4  | «Іллічівка» (Маріуполь)*       | 16 | 8  | 2 | 6  | 30−20 | 26 |
| 5  | «Донеччанка» (Донецьк)*        | 16 | 6  | 2 | 8  | 15−16 | 20 |
| 6  | «Родина-Ліцей» (Костопіль)     | 16 | 5  | 1 | 10 | 21−39 | 16 |
| 7  | «Южанка-Мастер» (Херсон)       | 16 | 5  | 1 | 10 | 27−56 | 16 |
| 8  | «Ятрань-Базис» (Уманський р-н) | 16 | 4  | 3 | 9  | 10−28 | 15 |
| 9  | «Чорноморочка» (Одеса)         | 16 | 1  | 1 | 14 | 13−62 | 4  |
| 10 | «Зоря-Спартак» (Луганськ)**    | 0  | 0  | 0 | 0  | 0−0   | 0  |

Примітка: * Команди продовжили участь у фінальному етапі
- ** Знялася з чемпіонату по завершенні 2-о туру

### Результати матчів
| Команда                           | ЖБ1  | ЛЕГ  | НАФ | ІЛЧ | ДОН | РОД | ЮЖН | ЯТР | ЧРН  |
| --------------------------------- | ---- | ---- | --- | --- | --- | --- | --- | --- | ---- |
| 1. «Житлобуд-1» (Харків)          |      | 2:0  | 3:2 | 3:0 | 1:0 | +:- | 9:1 | 6:0 | +:-  |
| 2. «Легенда» (Чернігів)           | 0:2  |      | 3:0 | 2:0 | 1:0 | 7:0 | +:- | 2:1 | 12:1 |
| 3. «Нафтохімік» (Калуш)           | 0:4  | 1:3  |     | 1:1 | +:- | 4:1 | +:- | 5:0 | +:-  |
| 4. «Іллічівка» (Маріуполь)        | 1:2  | 2:2  | 1:3 |     | 1:0 | 8:1 | 3:1 | 1:0 | 6:1  |
| 5. «Донеччанка» (Донецьк)         | 0:4  | 1:2  | 0:0 | 2:0 |     | 3:0 | 0:0 | 0:1 | 2:1  |
| 6. «Родина-Ліцей» (Костопіль)     | +:-  | 1:5  | 1:2 | 1:2 | 3:1 |     | 1:3 | 2:0 | 7:1  |
| 7. «Южанка-Мастер» (Херсон)       | 0:11 | 0:11 | 2:7 | 1:2 | 2:4 | 2:0 |     | 2:1 | 7:2  |
| 8. «Ятрань-Базис» (Уманський р-н) | -:+  | 0:5  | 0:0 | +:- | 0:1 | 0:0 | 3:1 |     | 3:2  |
| 9. «Чорноморочка» (Одеса)         | 0:9  | +:-  | 1:4 | 0:2 | 0:1 | 1:3 | 2:5 | 1:1 |      |

## Фінальний етап
Фінальний етап турніру проходив з 4 жовтня по 29 листопада 2008 року.
| М | Команда                 | І | В | Н | П | РМ    | О  |
| - | ----------------------- | - | - | - | - | ----- | -- |
| 1 | «Житлобуд-1» (Харків)   | 8 | 5 | 1 | 2 | 22−7  | 16 |
| 2 | «Легенда» (Чернігів)    | 8 | 5 | 1 | 2 | 12−7  | 16 |
| 3 | «Іллічівка» (Маріуполь) | 8 | 4 | 1 | 3 | 13−14 | 13 |
| 4 | «Нафтохімік» (Калуш)    | 8 | 4 | 0 | 4 | 9−10  | 12 |
| 5 | «Донеччанка» (Донецьк)  | 8 | 0 | 1 | 7 | 0−18  | 1  |

### Результати матчів
| Команда                    | ЖБ1 | ЛЕГ | ІЛЧ | НАФ | ДОН |
| -------------------------- | --- | --- | --- | --- | --- |
| 1. «Житлобуд-1» (Харків)   |     | 4:2 | 6:0 | 3:0 | 4:0 |
| 2. «Легенда» (Чернігів)    | 1:0 |     | 3:0 | 1:0 | 2:0 |
| 3. «Іллічівка» (Маріуполь) | 1:1 | 2:1 |     | 2:0 | 4:0 |
| 4. «Нафтохімік» (Калуш)    | 3:2 | 1:2 | 3:0 |     | 1:0 |
| 5. «Донеччанка» (Донецьк)  | 0:2 | 0:0 | 0:4 | 0:1 |     |

## Підсумкова таблиця
При визначенні підсумкового розташування команд враховувалися матчі між собою в обох етапах чемпіонату.
| М | Команда                 | І  | В  | Н | П  | РМ    | О  |
| - | ----------------------- | -- | -- | - | -- | ----- | -- |
| 1 | «Житлобуд-1» (Харків)*  | 16 | 13 | 1 | 2  | 43−10 | 40 |
| 2 | «Легенда» (Чернігів)    | 16 | 10 | 2 | 4  | 25−15 | 32 |
| 3 | «Нафтохімік» (Калуш)    | 16 | 6  | 2 | 8  | 16−25 | 20 |
| 4 | «Іллічівка» (Маріуполь) | 16 | 5  | 3 | 8  | 19−29 | 18 |
| 5 | «Донеччанка» (Донецьк)  | 16 | 1  | 2 | 13 | 3−27  | 5  |

'Примітка: * Кваліфікаційний раунд Ліги чемпіонів УЄФА